# Borsa internazionale del turismo
La Borsa internazionale del turismo nota anche con l'acronimo BIT, è una manifestazione internazionale promossa da Fieramilano dal 1980 ed è tesa a radunare operatori turistici, agenti di viaggio, aziende e ditte di promozione turistica o comunque legate all'indotto di settore, al fine di lanciare ad un osservatorio qualificato l'offerta turistica di singole realtà di tutto il mondo. Essa si tiene a Milano, e ha risonanza mondiale.

## Edizioni

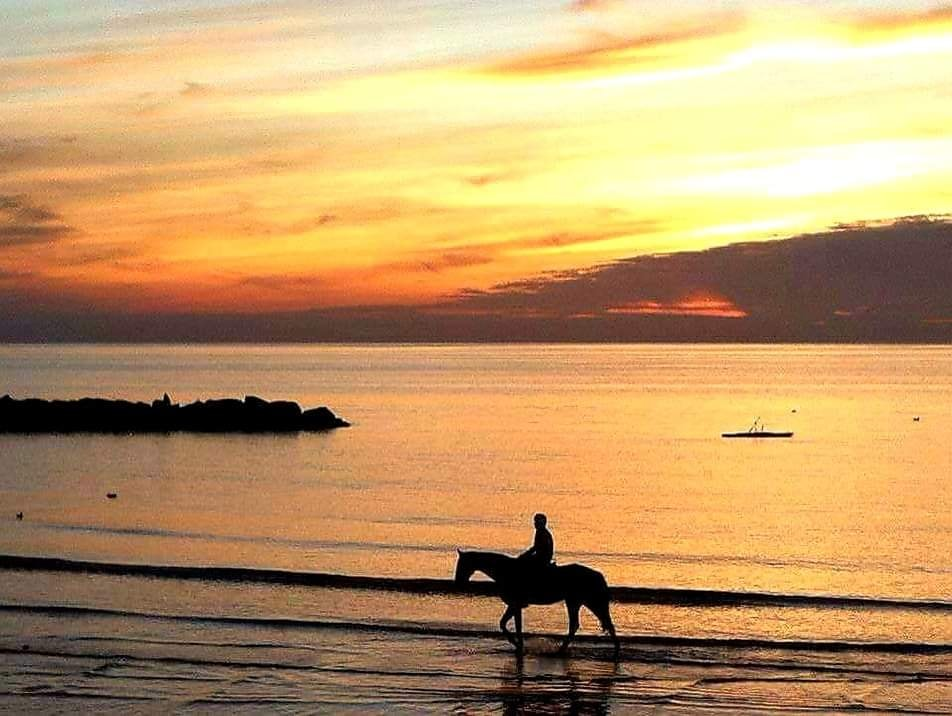
"Alba a Porto San Giorgio", fotografia del 2013 di Savino Marè, vincitrice alla BIT nel 2013

All'edizione 2007, la ventisettesima, hanno preso parte 150.000 visitatori di cui 108.000 operatori professionisti, oltre a decine di migliaia di agenti di viaggio. L'edizione 2008 ha ulteriormente rafforzato il carattere internazionale della manifestazione avendo visto la presenza di 152 paesi e 155.000 presenze complessive. Per questo motivo, la Bit rappresenta il maggiore trampolino di lancio dell'offerta turistica di ciascun territorio in Italia. Alla Bit sono legati inoltre una serie di eventi collaterali volti a scandagliare il mercato turistico globale, con conferenze, seminari, tavole rotonde ed esposizioni.
L'edizione 2017 di Bit ha visto il ritorno della manifestazione negli spazi di Fieramilanocity con spostamento della data ad aprile, dopo alcuni anni in cui l'evento si è svolto a febbraio nei padiglioni di Rho Fiera. A partire dall'edizione 2018 Bit si è tenuta a Fieramilanocity a febbraio, periodo più consono per gli operatori del turismo che devono programmare la stagione successiva. Nel 2020 si è tenuta l'edizione numero 40 a cui hanno partecipato 40.000 visitatori
L'edizione 2021 è slittata di 3 mesi per via dell'emergenza covid-19: si terrà dal 9 all'14 maggio, ma in formato digitale per il prolungarsi delle restrizioni della pandemia
- 1980
- 1981
- 1982
- 1983
- 1984
- 1985
- 1986
- 1987
- 1988
- 1989
- 1990
- 1991
- 1992
- 1993
- 1994
- 1995
- 1996
- 1997
- 1998
- 1999
- 2000
- 2001
- 2002
- 2003
- 2004
- 2005
- 2006
- 2007
- 2008
- 2009
- 2010
- 2011
- 2012
- 2013
- 2014
- 2015
- 2016
- 2017
- 2018
- 2019
- 2020, 9-11 febbraio, Fieramilanocity
- 2021, 9-14 maggio, Edizione Digitale

## Differenze con altre fiere
Rispetto alle altre fiere sul turismo Bit si contraddistingue per la formula multitarget: due giorni su tre sono aperti solo agli operatori professionali mentre il terzo giorno l'ingresso è consentito anche al pubblico dei viaggiatori. Tradizionalmente l'evento si apre con le giornate per gli operatori e si conclude con quella dedicata al pubblico. Nel 2017 però la tendenza è stata invertita con la prima giornata di domenica 2 aprile aperta a tutti e il 3 e il 4 aprile dedicati ai professionisti. Questo nuovo format è stato confermato anche per l'edizione 2018, 2019 e 2020 che si è tenuta a Fieramilanocity.

## Webitmag, il trade magazine della BIT
Dal 24 febbraio 2014 è online Webitmag.it, il web magazine edito da Fiera Milano Media e dedicato agli operatori del settore turistico, presentato al pubblico proprio in occasione della Bit di quell'anno.
L’obiettivo della testata, che è l'acronimo di Web In Travel Magazine, è quello di dare un contributo allo sviluppo del settore Turismo e di far dialogare gli anelli della filiera, favorendo la collaborazione e le sinergie tra industria/distribuzione, online travel e punti vendita, fornendo a tutti gli attori del comparto gli strumenti e le notizie utili per poter competere nell’arena dell’innovazione turistica, sfruttando le opportunità offerte dal web.